# 九州自動車歴史館
九州自動車歴史館（きゅうしゅうじどうしゃれきしかん）は、大分県由布市湯布院町にある自動車の博物館である。

## 展示車両
- 自動車 - 60台
- 二輪車 - 20台
- 飛行機 - エアロコマンダー 680

### ボンネットバス
- いすゞ・BXD20 1967年式

1967年から1978年まで北陸鉄道が使用された後、1991年に九州自動車歴史館に展示保存され、2004年から2013年にかけて由布院駅から湯平温泉を運行された。

## 利用情報
- 開館時間 : 9:00～17:30
- アクセス : 由布院駅より徒歩15分
- 料金 : 大人800円、小人400円、団体650円